# Гайд-парк
Гайд-парк (англ. Hyde Park) — один з Королівських парків Лондона в самому середмісті, улюблене місце відпочинку мешканців і гостей міста. 
Площа парку — 1,4 км². 

## З історії
Про парк, який розташувався на колишніх мисливських угіддях, відомо, починаючи аж від 1536 року, тобто доби правління англійського короля Генріха VIII. 
Буквально за декілька десятків років, за короля Якова I Гайд-парк став доступним для загалу, а вже в часи Карла II (2-а пол. XVII ст.) він був улюбленим місцем відпочинку лондонців.
Доволі швидко Парк став місцем проведення усіляких людних заходів, урочистостей тощо. Так, саме тут відбувався парад на честь перемоги британців над військами Наполеона 1815 року.
Всесвітньо відомою є са́ме публічність і відкритість Гайд-парку для вираження власних думок (в т.ч. політичних і релігійних), поглядів, протестів тощо. Тут містяться т.зв. «кутки виголошувачів» (англ. Speakers Corner) — невеликі спеціальні підмостки і трибуни, де традиційно відточують своє красномовство і/або виголошують промови/проповіді різного роду оратори і проповідники. Тому Гайд-парк є своєрідним синонімом гласності, місця, де можна обстоювати свої погляди й теорії. 
Однією з головних принад Гайд-парку є озеро Серпентайн, у якому дозволено купатись, а також однойменна галерея (англ. Serpentine Gallery). На південному сході парку розташовані Епслі-хаус (англ. Apsley House), у якому міститься Музей герцога Веллингтона (англ. The Wellington Museum) та Арка Веллінгтона.